# Hans-Joachim Koellreutter
Hans-Joachim Koellreutter (ur. 2 września 1915 we Fryburgu Bryzgowijskim, zm. 13 września 2005 w São Paulo) – niemiecki kompozytor i dyrygent działający w Brazylii.

## Życiorys
Studiował w Berlinie u Gustava Schecka (flet), Kurta Thomasa (kompozycja), Hermanna Scherchena (dyrygentura), Carla Adolfa Martienssena (fortepian), Paula Hindemitha (analiza muzyczna) oraz Georga Schunemanna i Maxa Seifferta (muzykologia). Szykanowany przez nazistów opuścił III Rzeszę i w latach 1936–1937 kontynuował studia u Marcela Moysego w Genewie. W 1937 roku wyemigrował do Brazylii, gdzie podjął działalność jako kompozytor, dyrygent i organizator życia muzycznego. Uczył w konserwatoriach w Rio de Janeiro (1937–1952) i São Paulo (1946–1948). W latach 1939–1942 prowadził w Rio de Janeiro program radiowy Musica viva, w trakcie którego propagował muzykę współczesną. W 1952 roku założył w São Paulo Freie Hochschule für Musik, którą kierował do 1958 roku. Od 1952 do 1962 dyrygował orkiestrą symfoniczną w Bahia. W 1954 roku zainicjował na uniwersytecie w Bahia seminaria muzyczne, w ramach których promował nową muzykę. W 1963 roku wrócił na krótki czas do Niemiec, w latach 1963–1965 kierował działem muzycznym Instytutu Goethego w Monachium. Od 1965 do 1969 roku przebywał w New Delhi, gdzie był dyrektorem miejscowego oddziału Instytutu Goethego. W latach 1970–1974 kierował Instytutem Goethego w Tokio, wykładał też w tokijskim Instytucie Muzyki Chrześcijańskiej. W 1975 roku wrócił do Brazylii, gdzie w latach 1975–1980 kierował Instytutem Goethego w Rio de Janeiro. Był dyrektorem konserwatorium państwowego w Tatuí (1983–1984) i wykładowcą na uniwersytecie stanu Minas Gerais (1984–1988) oraz w konserwatorium w São Paulo (1988–1990). 
Otrzymał Order Krzyża Południa (1969) oraz Wielki Krzyż Zasługi Republiki Federalnej Niemiec (1985).

## Twórczość
Należał do czołowych postaci brazylijskiego życia muzycznego połowy XX wieku. Początkowo tworzył pod wpływem Paula Hindemitha, pod koniec lat 30. zwrócił się w kierunku poznanej podczas pobytu w Szwajcarii od Wladimira Vogela dodekafonii. W Brazylii, adaptując elementy muzyki miejscowej, zaczął rozwijać indywidualny styl. W latach 60. zaczął tworzyć tzw. „eseje planimetryczne”, w których korzystając ze środków typowych dla techniki serialnej wprowadzał ciszę jako równorzędny składnik kompozycji. Wprowadzał też elementy aleatoryzmu kontrolowanego, w niektórych utworach posługiwał się notacją graficzną. W latach 70. pod wpływem myśli dalekowschodniej stworzył własną estetykę dzieła muzycznego, opartą na kontrastowaniu europejskiego myślenia o rozczłonkowaniu czasu na przeszłość, teraźniejszość i przyszłość z azjatyckim przekonaniem o jego ciągłości. W swoich kompozycjach wykorzystywał elementy muzyki brazylijskiej, hinduskiej i japońskiej, stosując m.in. typowe dla tych kultur instrumentarium.

## Wybrane kompozycje
(na podstawie materiałów źródłowych)

### Utwory orkiestrowe
- 4 Pieces (1937)
- Variations (1945)
- Música (1947)
- Sinfonia de camara na 11 instrumentów (1948)
- Mutacoes (1953)
- Concretion na orkiestrę lub orkiestrę kameralną (1960)
- Constructio ad synesin na orkiestrę kameralną (1962)
- Advaita na sitar i orkiestrę lub orkiestrę kameralną (1968)
- Sunyata na flet, orkiestrę kameralną instrumentów zachodnich lub hinduskich i taśmę (1968)
- Acronon na szklane kule, fortepian i orkiestrę (1979)
- Wu-Li (1988)
- Audio-Game na orkiestrę kameralną (1992)
- Dharma na elektryczną gitarę basową i orkiestrę kameralną (1992)

### Utwory kameralne
- 2 sonaty fletowe (I 1937, II 1939)
- Sonata skrzypcowa (1939)
- Inventions na obój, klarnet i fagot (1940)
- Variations na flet, różek angielski, klarnet i fagot (1941)
- Música 1947 na kwartet smyczkowy (1947)
- Diaton 8 na flet, rożek angielski, fagot, harfę i ksylofon (1955)
- Tanka I–VII na głos i instrumenty (1970–1982)

### Utwory wokalne i wokalno-instrumentalne
- Noturnos de Oneyda Alvarenga na mezzosopran i kwartet smyczkowy (1945)
- dramat chóralny O café (1956)
- 8 Haikai de Pedro Xisto na baryton, flet, gitarę elektryczną, fortepian i perkusję (1963)
- Cantos de Kulka na sopran i orkiestrę (1964)
- kantata Indian Report na sopran, narratora, chór kameralny, chór mówiony i orkiestrę kameralną instrumentów zachodnich i hinduskich (1967)
- Yū na sopran i instrumenty japońskie (1970)
- Tanka I na recytatora i koto (1971)
- Mu-dai na głos (1972)
- Tanka II na recytatora i orkiestrę (1973)
- O café na chór (1975)
- Constelações na głos, 7 instrumentów i taśmę (1984)
- retrato de uma cidade na baryton i orkiestrę smyczkową (1984)